# China Airlines
China Airlines (CAL) (cinese: 中華航空; pinyin: Zhōnghuá Hángkōng) è la compagnia aerea di bandiera di proprietà statale della Repubblica di Cina (comunemente nota come Taiwan) e una delle sue due principali compagnie aeree insieme a EVA Air. Ha il suo hub principale all'aeroporto di Taipei-Taoyuan e opera oltre 1.400 voli settimanali (inclusi 91 voli cargo) verso 102 città in Asia, Europa, Nord America e Oceania.
Trasportando oltre 19 milioni di passeggeri e 5.700 tonnellate di merci nel 2017, il vettore è stata la 33ª compagnia aerea più grande al mondo in termini di ricavi passeggeri per chilometro (RPK) e la decima più grande in termini di entrate per tonnellata chilometro (FRTK).
China Airlines è di proprietà del China Airlines Group con sede a Taiwan e controlla China Airlines Cargo, membro di SkyTeam Cargo, che gestisce una flotta di aerei cargo e la capacità di stiva della sua compagnia aerea madre. Le sue compagnie aeree gemelle includono Mandarin Airlines, che opera voli verso destinazioni regionali nazionali e a bassa richiesta, e Tigerair Taiwan, compagnia aerea low cost fondata da China Airlines e dal gruppo di compagnie aeree singaporiane Tigerair Holdings, ma ora è interamente di proprietà di China Airlines Group. Lo slogan aziendale è Journey with a caring smile.

## Storia

### Formazione e primi anni (1959-1970)

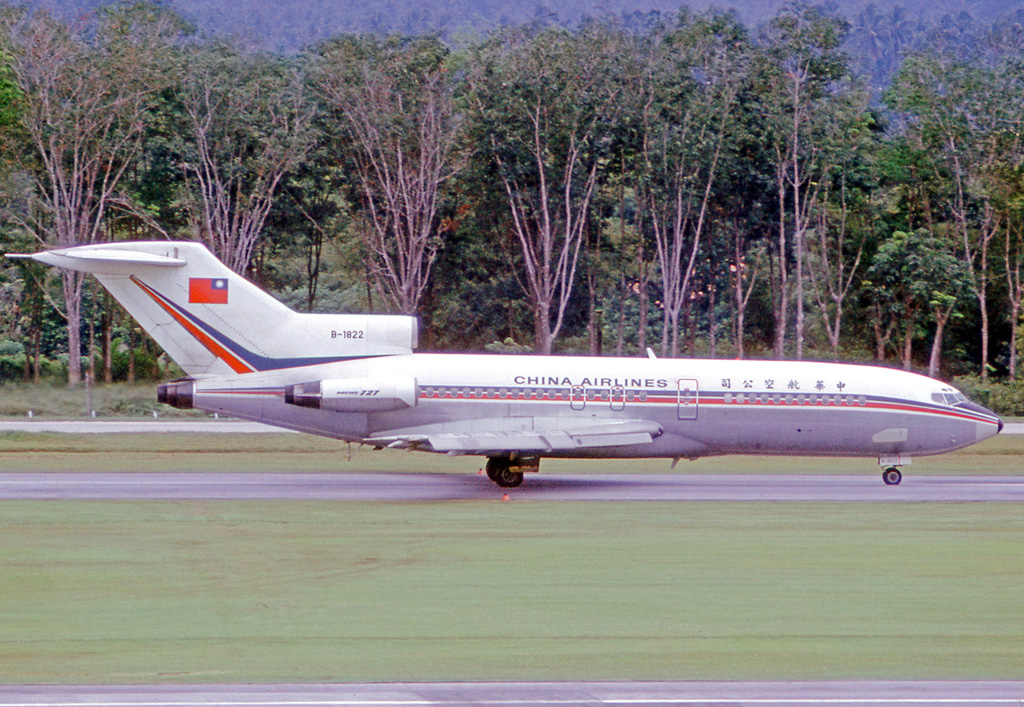
Un Boeing 727-100C all'aeroporto di Singapore-Changi nel 1974.

Con una flotta di due PBY Amphibians, China Airlines venne fondata il 16 dicembre 1959, con le sue azioni completamente detenute dal governo della Repubblica di Cina, da un ufficiale dell'aeronautica in pensione e inizialmente si concentrava sui voli charter. Negli anni sessanta, China Airlines fu in grado di stabilire le sue prime rotte di linea. Nell'ottobre 1962, un volo da Taipei a Hualien divenne il primo servizio interno della compagnia aerea. Successivamente, con l'introduzione di WAGB 20 e Tupolev Tu-154, le compagnia introdusse voli internazionali per il Vietnam del Sud, Hong Kong e il Giappone. Il 2 febbraio 1970, con i primi due Boeing 707 iniziarono i voli transpacifici per San Francisco con scalo a Tokyo è stata avviata. L'espansione della flotta di 707 della società consentì l'incremento di servizi nel sud-est asiatico, nel nord-est asiatico e nel Nord America (tramite Giappone e Hawaii).

### Espansione internazionale (1970-1995)
A seguito dell'utilizzo del 747 sulle rotte trans-pacifiche altamente redditizie, China Airlines instrodusse i suoi primi due 747-100 (ex Delta Air Lines) nel 1976 e li posizionò immediatamente sulla Hong Kong-Taipei -Tokyo-Honolulu-Los Angeles. Poco dopo, nel 1977, furono introdotti quattro nuovi Boeing 747SP (Special Performance). A causa della pressione politica, il Giappone pose fine ai suoi rapporti diplomatici con Taiwan nel 1972 e tutti i voli tra Taiwan e il Giappone furono interrotti. I 747SP permettevano a China Airlines di operare voli diretti giornalieri da Taipei verso le sue destinazioni nordamericane senza fare scalo in Giappone. Consentirono inoltre di introdurre voli per l'Arabia Saudita e il Sudafrica. Nel 1979, la compagnia trasferì tutte le operazioni dal più piccolo aeroporto di Taipei Songshan al nuovo aeroporto Internazionale di Chiang Kai-Shek (ora aeroporto Internazionale di Taoyuan). Dopo l'introduzione dei 747-200, la società introdusse la sua prima destinazione europea, Amsterdam.
Nel 1978, il Giappone permise a China Airlines di tornare a operare all'aeroporto Internazionale di Tokyo-Haneda dopo aver trasferito tutte le altre compagnie aeree al nuovo aeroporto Internazionale di Tokyo-Narita, lasciando China Airlines come unico operatore internazionale di Haneda, che all'epoca era una struttura domestica esclusiva. Eva Air si unì a China Airlines in seguito, anche se alla fine entrambe si trasferirono a New Tokyo (ora Narita International), nel 2002.
I successivi 20 anni videro una crescita sporadica ma di vasta portata per l'azienda. La compagnia aerea inaugurò il proprio volo intorno al mondo: (Taipei-Anchorage-New York-Amsterdam-Dubai-Taipei). Nel 1993, China Airlines venne quotata alla Borsa di Taiwan. Successivamente, CAL piazzò uno degli ordini più importanti per i nuovi Boeing 747-400. I nuovi 747-400 e un precedente ordine con Airbus per oltre una dozzina di A300B4 e A300-600R consentirono un'ulteriore crescita. Durante gli anni '90, China Airlines acquistò anche alcuni McDonnell Douglas MD-11 e dovette competere con un nuovo concorrente, EVA Air.

### Nuovo logo e livrea (1995-2010)

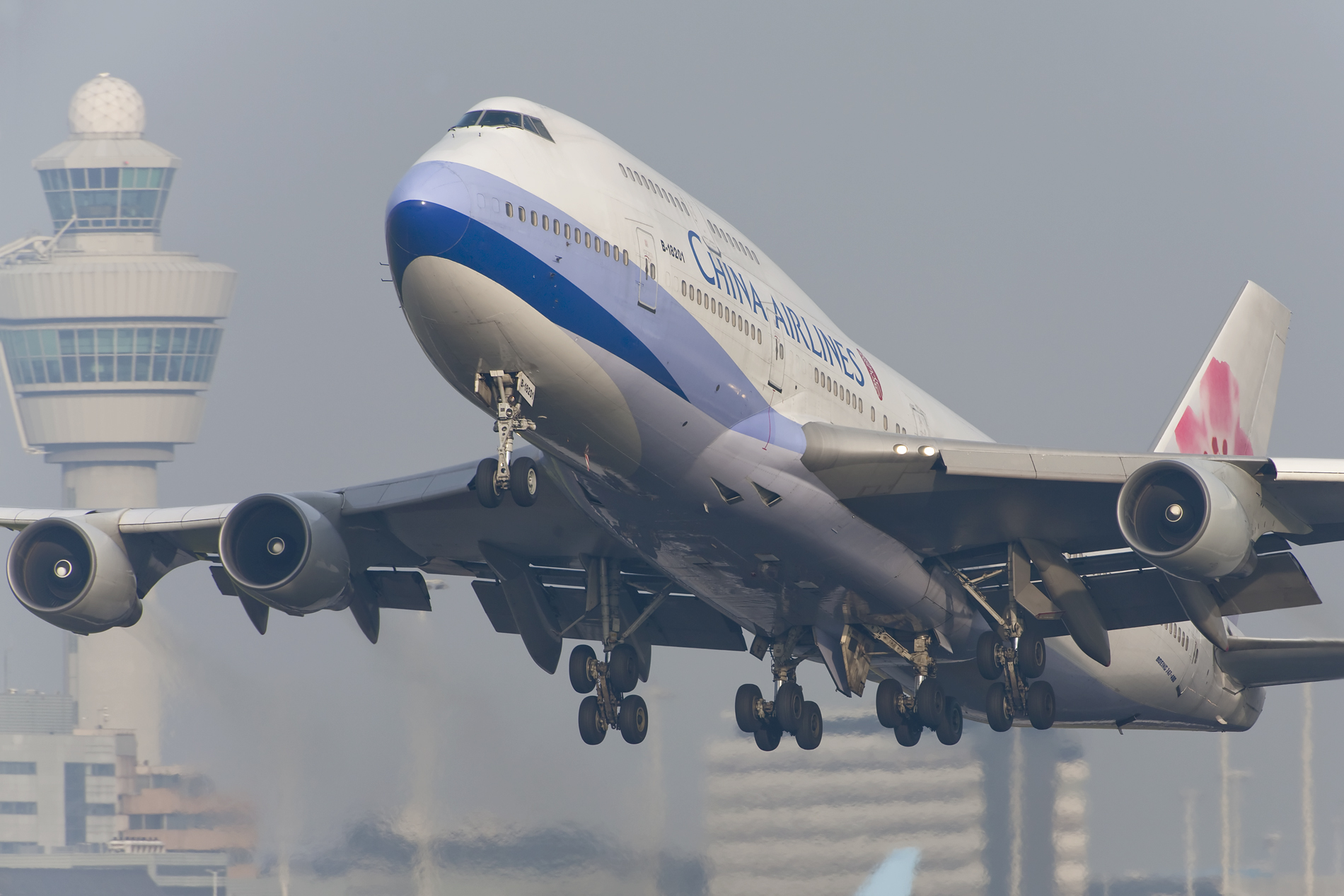
Un Boeing 747-400 ad Amsterdam nel 2011.

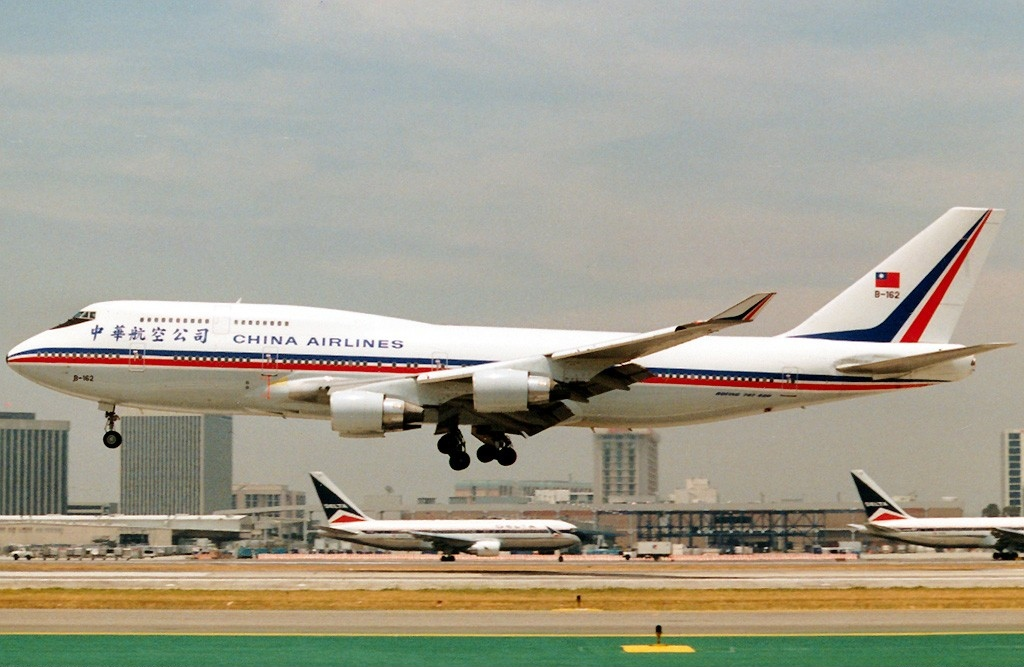
Un Boeing 747-400 nella vecchia livrea.

In qualità di compagnia di bandiera della Repubblica di Cina (Taiwan), China Airlines fu interessata da controversie sullo status politico della Repubblica di Cina e, sotto la pressione del Partito Comunista Cinese, le fu impedito di volare in un certo numero di paesi. Di conseguenza, a metà degli anni novanta, la controllata Mandarin Airlines rilevò alcune delle sue rotte internazionali per Sydney e Vancouver. A partire dal 7 ottobre 1995, anche per evitare le polemiche internazionali, China Airlines svelò il suo logo "plum blossom", in sostituzione della bandiera nazionale, che appariva precedentemente sull'impennaggio, oltre alla rimozione dei colori nazionali rosso-bianco-blu dal lato della fusoliera. Il fiore di prugna (Prunus mume) è il fiore nazionale di Taiwan.
Nel corso degli anni novanta, la compagnia aerea assunse molti ex piloti della ROC Air Force. A causa della scarsa sicurezza della compagnia, China Airlines iniziò a cambiare le sue pratiche di reclutamento dei piloti. Inoltre, l'azienda iniziò a reclutare laureati universitari come tirocinanti nel proprio programma di formazione. L'azienda modificò inoltre le proprie procedure operative e di manutenzione. Queste decisioni furono determinanti per il miglioramento dei record di sicurezza dell'azienda, culminate nel riconoscimento dell'azienda da parte della IATA Operational Safety Audit (IOSA).
Durante gli anni novanta e l'inizio degli anni 2000, China Airlines effettuò ordini per vari aerei di linea tra cui l'Airbus A330, l'Airbus A340, il Boeing 737-800 e il Boeing 747-400 (sia la versione passeggeri che cargo).
Grazie del miglioramento delle relazioni attraverso lo stretto, i primi voli charter attraverso tra Taiwan e la Cina vennero introdotti nel 2003: il volo China Airlines 585, operato da un Boeing 747-400, fu il primo volo taiwanese ad atterrare legalmente in Cina (l'aereo decollò dall'aeroporto di Taoyuan, fece scalo all'aeroporto di Hong Kong e atterrò all'aeroporto di Shanghai-Pudong). Nel 2005 vennero avviati i primi voli charter senza scalo attraverso lo stretto. Il volo China Airlines 581 (dall'aeroporto di Taoyuan a Pechino) fu il primo volo del programma a partire da Taiwan. Nel 2008 entrarono in funzione i primi voli charter regolari su base giornaliera e, l'anno successivo, furono finalmente introdotti i voli di linea.

### SkyTeam e piano "NexGen" (2010-presente)

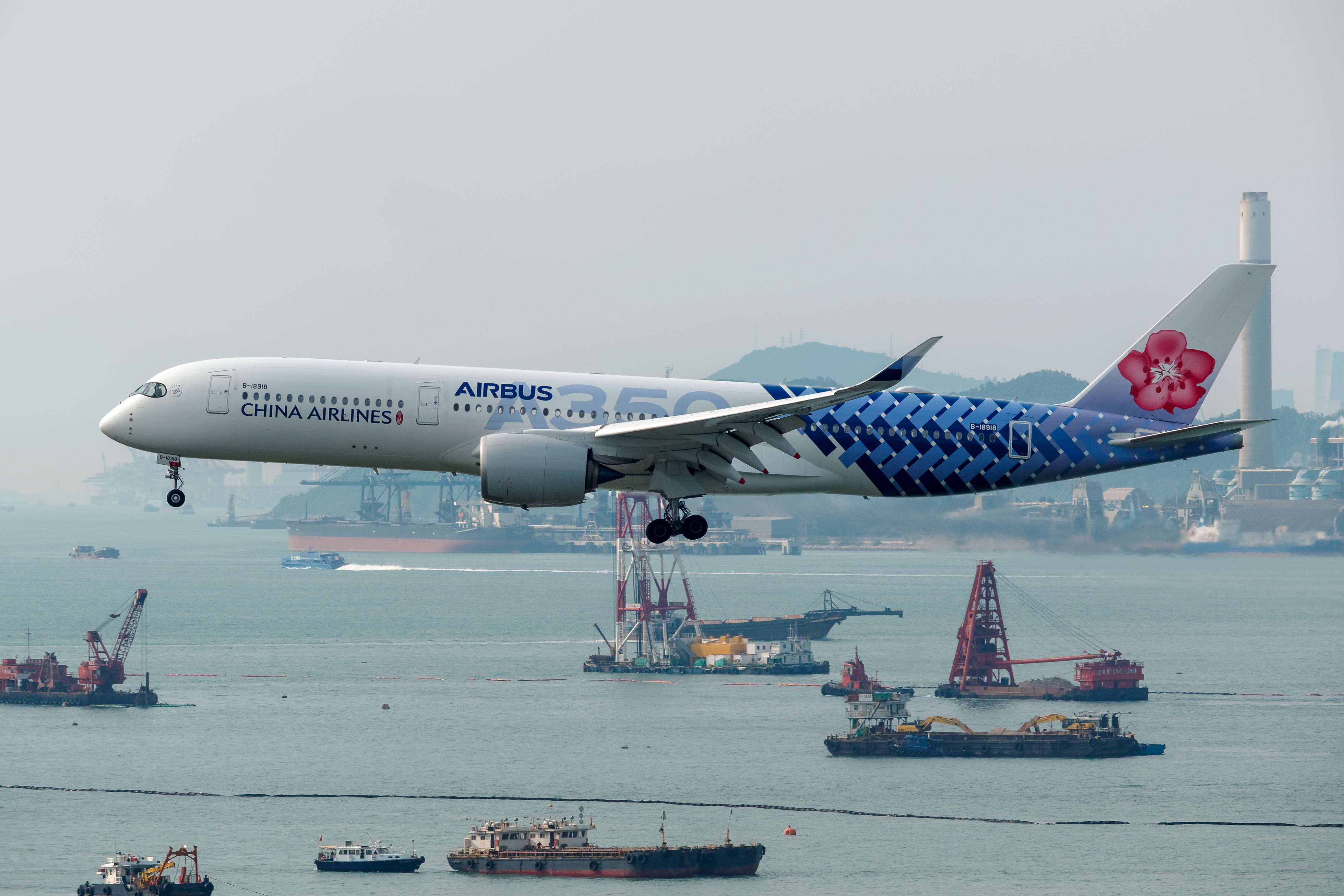
Un Airbus A350-900 con una livrea ibrida China Airlines-Airbus.

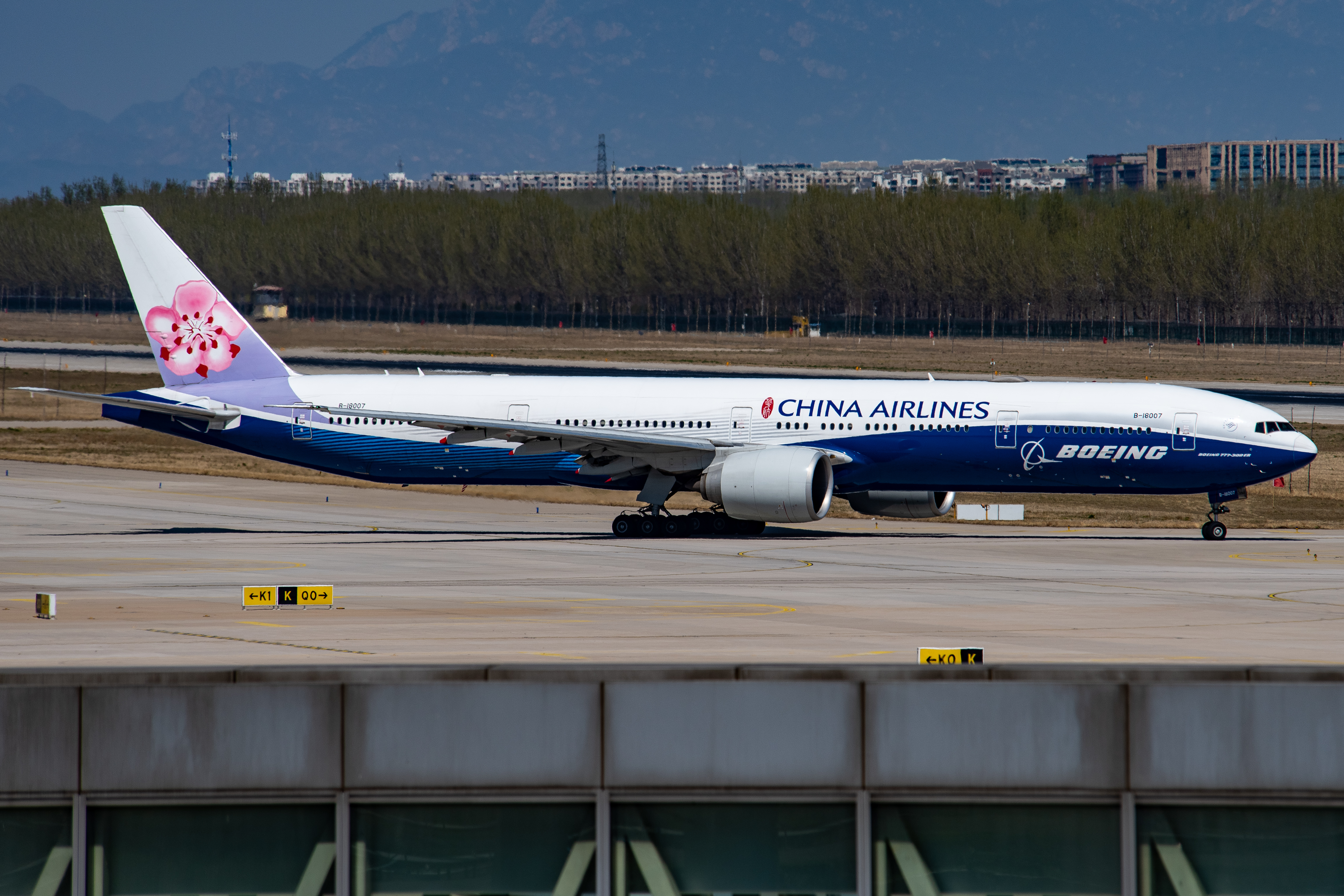
Un Boeing 777 con una livrea ibrida China Airlines-Boeing.

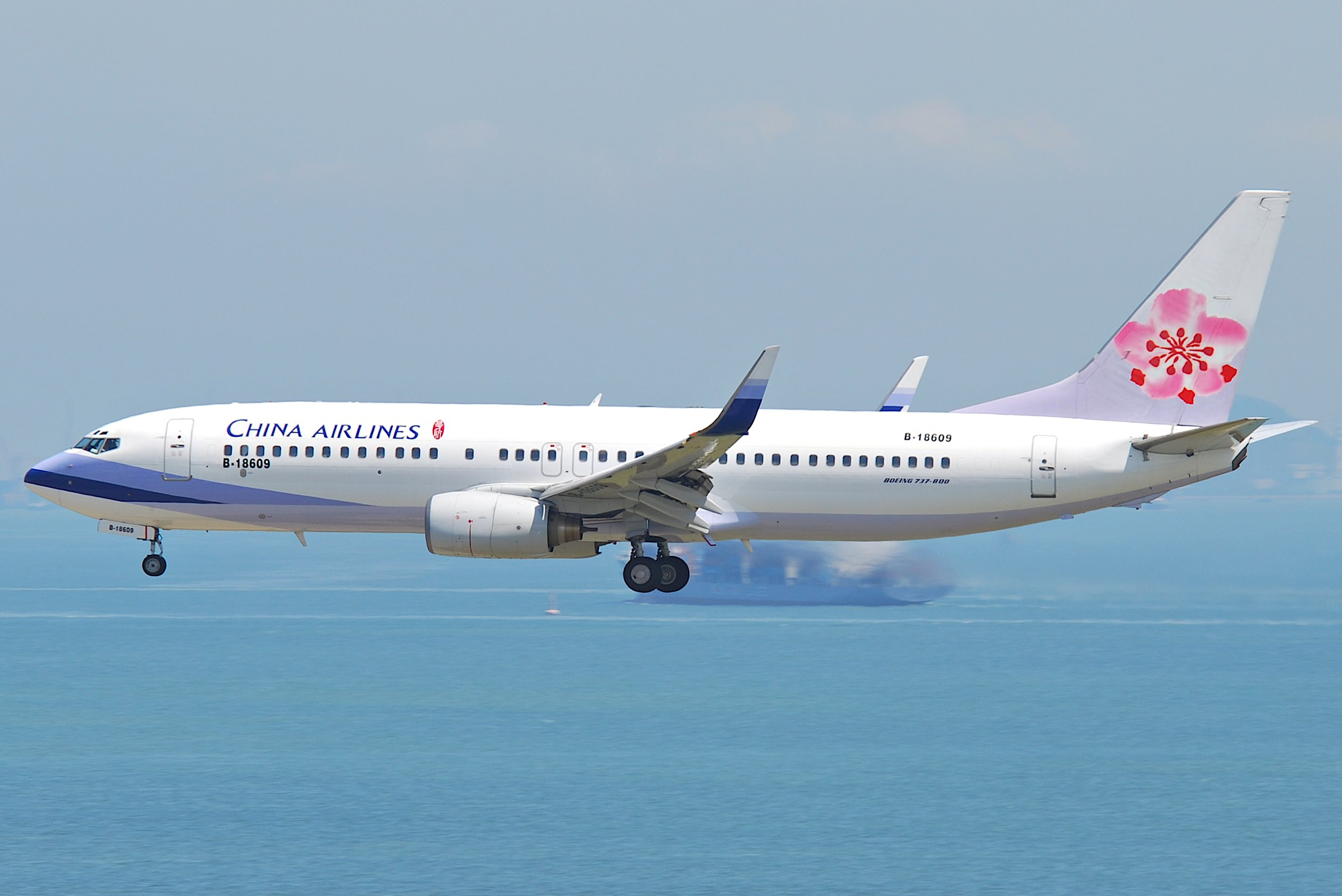
Un Boeing 737-800.

China Airlines ha firmato un accordo per iniziare il processo di adesione all'alleanza aerea SkyTeam il 14 settembre 2010 ed è diventata ufficialmente membro a pieno titolo il 28 settembre 2011. L'evento è stato accompagnato da un aggiornamento del logo della compagnia e dal carattere tipografico in cui è stampato "China Airlines". Il vettore è stata la prima compagnia aerea taiwanese ad aderire a un'alleanza aerea.
Nel dicembre 2013, China Airlines ha annunciato la sua nuova joint venture con la compagnia low cost singaporiana Tigerair Holdings (ora defunta e sostituita da Budget Aviation Holdings) per fondare Tigerair Taiwan. La nuova compagnia aerea ha effettuato il suo volo inaugurale verso Singapore il 26 settembre 2014 ed è diventata la prima, e attualmente unica, compagnia aerea low cost taiwanese. Tigerair Holdings deteneva in precedenza il 10% delle azioni. Con lo svolgersi delle controversie sulla partnership, China Airlines Group ha rinegoziato con Tigerair Holdings e ora ha assunto la piena proprietà di Tigerair Taiwan.
Nel marzo 2014, China Airlines ha annunciato il piano "NexGen" per integrare i suoi imminenti Boeing 777-300ER e Airbus A350-900XWB. Progettato per aggiornare l'immagine del marchio del vettore, il piano includeva innovazioni di prodotto, nuove uniformi e sostituzioni della flotta. Attraverso la collaborazione con i designer della regione della Grande Cina, il vettore sperava di introdurre offerte di prodotti unici in grado di mostrare la bellezza dell'Oriente e la creatività culturale di Taiwan. La prima fase del piano è stata completata. Oltre ai nuovi design delle cabine, sono state introdotte anche le rinnovate Dynasty Lounge all'aeroporto di Taipei-Taoyuan e il debutto delle nuove uniformi progettate da William Chang. I nuovi tipi di aerei introdotti nella flotta hanno permesso il ritiro dei vecchi aeromobili; la flotta di Airbus A340-300 è stata completamente ritirata nel giugno 2017 mentre il 747-400 è stato completamente sostituito sulle rotte a lungo raggio.
Le fasi future del piano NexGen includono l'ordine di nuovi aeromobili per sostituire i vecchi tipi. A maggio 2019, la compagnia aerea ha annunciato che introdurrà l'Airbus A321neo, di cui 14 in leasing, 11 acquistati e 5 opzioni, insieme a 3 ordini e 3 opzioni per il Boeing 777F. L'A321neo sostituirà il Boeing 737-800 mentre i 777F sostituiranno il Boeing 747-400F. Il design della cabina dell'A321neo continuerà l'etica del design NexGen per fornire un'esperienza dei passeggeri coerente con quella del 777 e dell'A350.
L'attenzione si è anche concentrata sullo sfruttamento del mercato della manutenzione, riparazione e revisione (MRO). Nel gennaio 2015, China Airlines ha fondato la Taiwan Aircraft Maintenance & Engineering Co. (TAMECO), una compagnia aerea MRO che si concentra sulla manutenzione della fusoliera delle famiglie Boeing 737, 777 e Airbus A320, A330/A340 e A350XWB. Per il progetto, Airbus ha fornito un'ampia gamma di supporto, invitando China Airlines ad aderire all'Airbus MRO Alliance (AMA), insieme ad AAR Corp, Aeroman, Sabena technics, Etihad Airways Engineering e GAMECO. Inoltre, è stato firmato un accordo di joint-venture con Nordam con sede a Tulsa, specializzata in navicelle, inversori di spinta e materiali compositi, per stabilire l'unico centro di riparazione Nordam in Asia. Il primo hangar della TAMECO, completato a marzo 2019, è in grado di ospitare 2 777/A350 e 3 737/A320 contemporaneamente.
Negli ultimi anni, i disordini nella gestione del lavoro sono stati uno dei problemi principali in China Airlines. Il 25 giugno 2016, la Taoyuan Flight Attendants Union, in rappresentanza di circa 2500 membri dell'equipaggio, ha organizzato il primo sciopero nella storia dell'aviazione taiwanese. Un totale di 122 voli passeggeri sono stati cancellati durante lo sciopero. Durante la stagione del capodanno lunare 2019, oltre 600 piloti hanno partecipato a uno sciopero di 7 giorni da parte dell'Unione dei piloti di Taoyuan. Oltre 200 voli sono stati cancellati tra l'8 febbraio e il 14 febbraio.
Nel luglio 2020, lo Yuan legislativo della Repubblica di Cina ha approvato una risoluzione per il Ministero dei trasporti e delle comunicazioni per rinominare la compagnia aerea e ridisegnarne le livree a causa della frequente confusione con Air China.

## Identità aziendale

### Sede
China Airlines ha la sua sede, CAL Park (cinese: 華航園區; pinyin: Huáháng Yuánqū), sul terreno dell'aeroporto Internazionale di Taiwan Taoyuan a Dayuan Township, contea di Taoyuan. CAL Park, situato all'ingresso dell'aeroporto, forma una linea retta con il Terminal 1, il Terminal 2 e il futuro Terminal 3.
In precedenza, China Airlines aveva la sua sede centrale e le sue strutture sul lato est dell'aeroporto di Taipei Songshan, nel China Airlines Building su Nanjing E. Road. Le funzioni sono state consolidate a seguito del completamento di CAL Park. La filiale di Taipei della compagnia aerea rimane presso il China Airlines Building nel centro di Taipei.

### Livrea e uniformi
Prima di introdurre l'attuale livrea nel 1995, la livrea della China Airlines presentava la bandiera della Repubblica di Cina (Taiwan) sulla coda per motivi commerciali e politici.
Nel 2011, il vettore ha apportato modifiche al proprio logo come parte del rinnovamento dell'immagine del marchio, svelato durante la cerimonia di adesione a Skyteam il 28 settembre. È stato scelto un nuovo carattere per il nome dell'azienda ed è stato adottato un nuovo approccio per l'aspetto del marchio con il fiore di prugna.
China Airlines ha avuto molte uniformi sin dalla sua fondazione nel 1959. L'attuale è stata disegnata dal costumista di Hong Kong William Chang e introdotta nel 2015 per celebrare l'ingresso del vettore nell'era della prossima generazione "NexGen".

### Slogan
China Airlines ha utilizzato diversi slogan nel corso della sua storia operativa. Nel 2006, ne è stato introdotto uno nuovo per completare le nuove divise e per celebrare il suo 47º anniversario. Gli slogan di China Airlines sono stati i seguenti:
- We treasure every encounter (1987-1995)
- We blossom everyday (1995-2006)
- Journey with a caring smile (2006)
- We blow every tower away (2011-2016)
- Expect The Coming Greatness (2016-presente)

### Problemi con il nome
Il nome China Airlines, riflette il nome ufficiale di Taiwan come Repubblica di Cina. Questo è diventato un problema durante la pandemia di COVID-19 quando un certo numero di voli China Airlines che rimpatriavano cittadini taiwanesi o portavano forniture mediche ai paesi colpiti sono stati erroneamente identificati come correlati alla Repubblica popolare cinese piuttosto che alla Repubblica cinese da funzionari stranieri e stampa internazionale. Nell'aprile 2020, il premier Su Tseng-chang ha espresso il suo sostegno per il cambiamento del nome, ma ha affermato che potrebbe venire a scapito dei diritti della nazione. Il premier ha annunciato che China Airlines avrebbe messo in evidenza Taiwan sulla fusoliera degli aerei che consegnavano forniture mediche relative al COVID-19.

## Cabina

### Business class

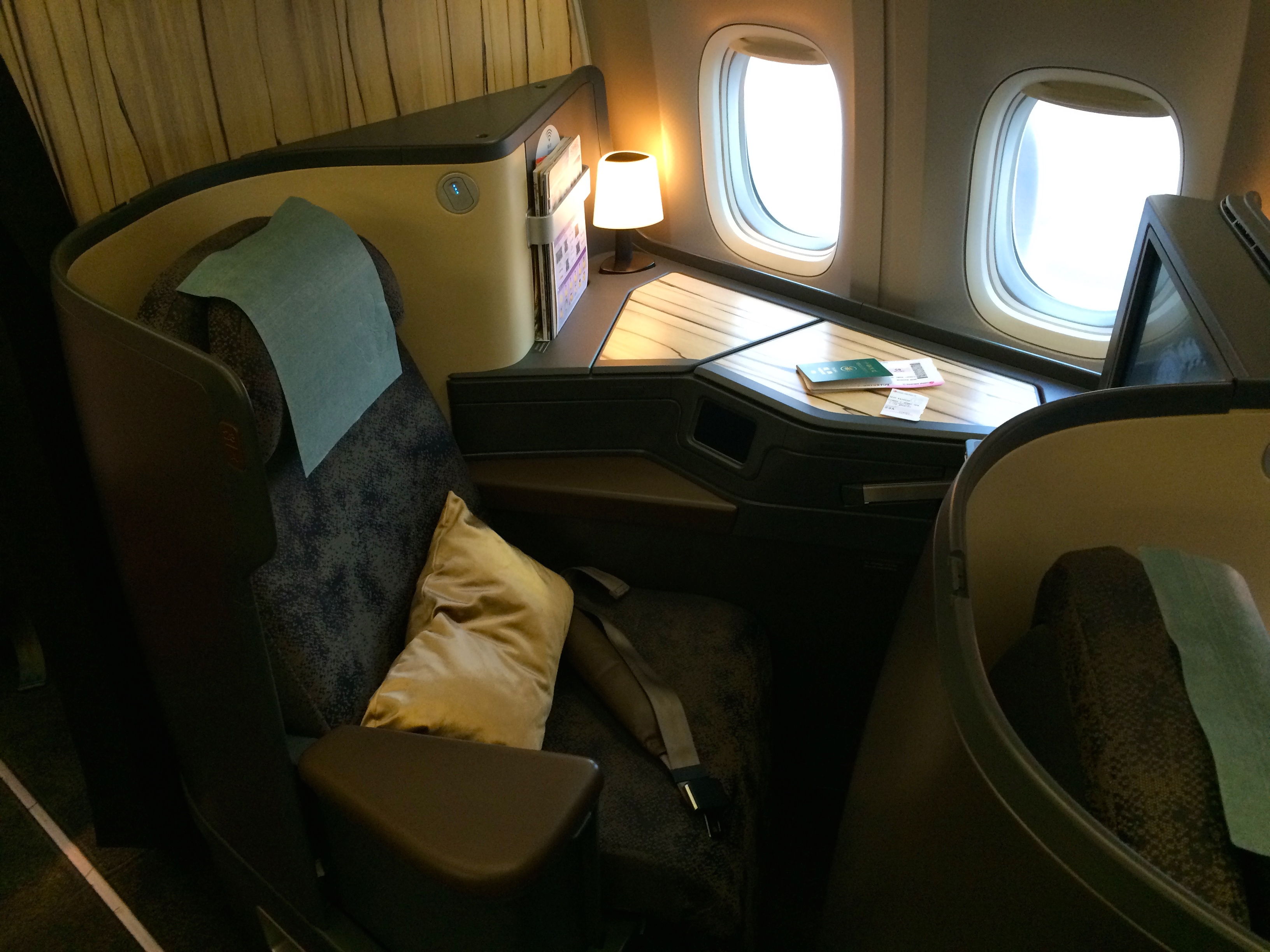
La premium business class su un Boeing 777-300ER.

La Premium Business Class è disponibile sui Boeing 777-300ER e sugli Airbus A350-900. I sedili sono configurati in un layout 1-2-1, offrendo a ogni passeggero un accesso diretto al corridoio. Il sedile è lungo 78 pollici in modalità completamente piatta. Ogni sedile è dotato di tavolo in legno naturale, luci di lettura regolabili, contenitori multipli, prese CA e USB e uno schermo multi-touch da 18 pollici con controllo touchscreen. Il servizio di couverture è offerto dall'equipaggio di cabina su richiesta, mentre un bar self-service, denominato Sky Lounge, offre snack, noodles istantanei, bevande e libri per i passeggeri durante il volo.

### Premium economy

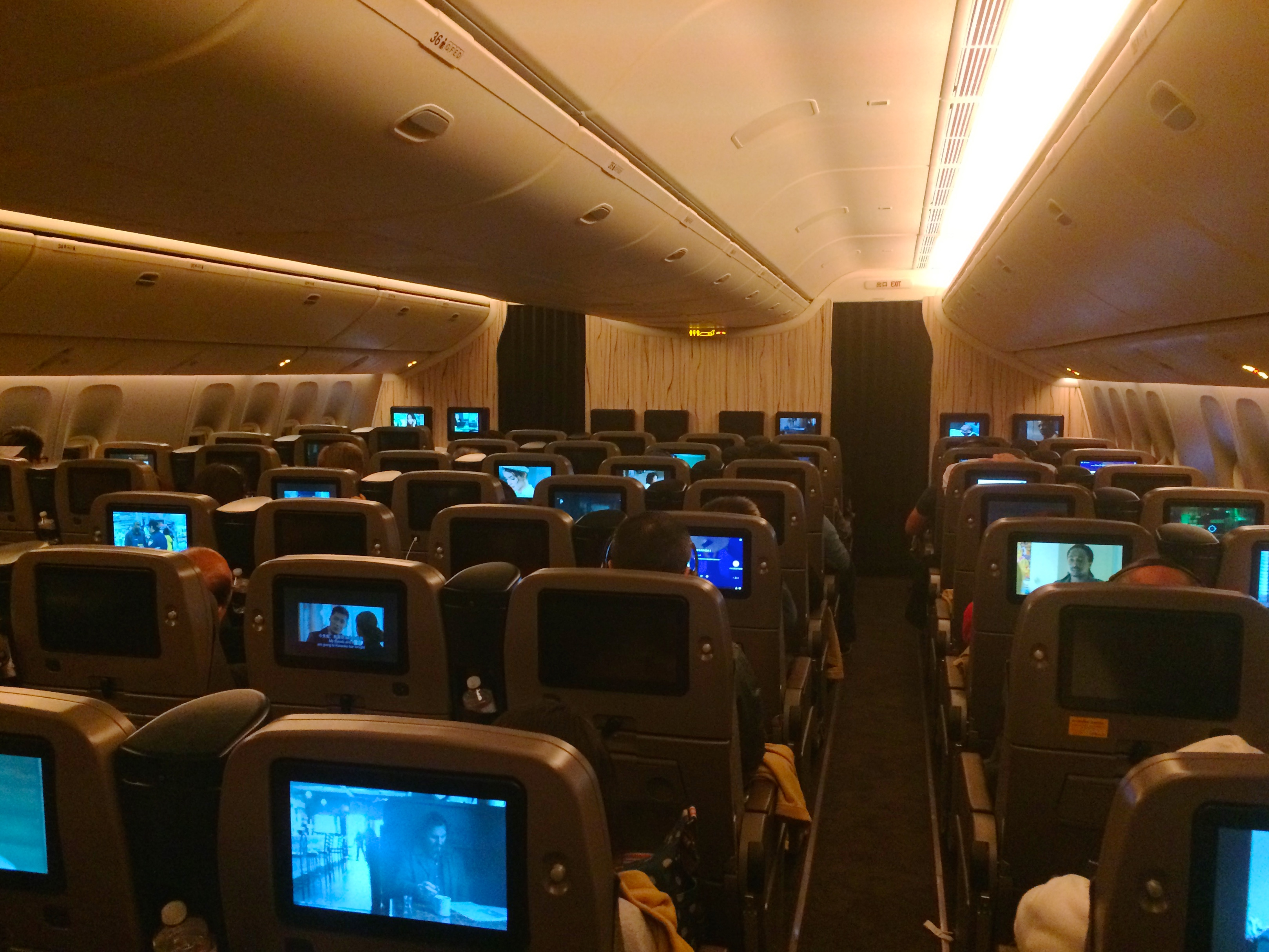
La classe premium economy su un Boeing 777-300ER.

La Premium Economy Class è offerta sui Boeing 777-300ER e Airbus A350-900. La classe è dotata di sedili con schienale fisso, schermi multi-touch da 12,1 pollici, porte USB, prese di corrente universali, poggiapiedi, poggiagambe e tavoli con porta tablet regolabili. I passeggeri che viaggiano in Premium Economy Class ricevono kit di cortesia, pantofole e poggiatesta gonfiabili gratuiti. Il passo del sedile è di circa 39 pollici.

### Economy
La classe Economy su tutti gli aeromobili ha un passo di 31-32" e, ad eccezione dei Boeing 737, schermi IFE da 6,5" a 11,1 "pollici.
China Airlines aveva precedentemente venduto il prodotto Family Couch sui voli a lungo raggio operati dal Boeing 777-300ER e dall'Airbus A350-900XWB. Si trattava di un set di tre sedili di classe economy, nelle prime 10 file a destra della cabina di Classe Economica sul 777 e nelle prime 6 file sia a destra che a sinistra dell'A350. Prenotando tre sedili Family Couch adiacenti sui voli a lungo raggio, i passeggeri potevano sdraiarsi. Tuttavia, a causa della scarsa popolarità, China Airlines ha smesso di vendere il prodotto a partire da giugno 2018. I sedili che possono diventare Family Couch ora avranno i poggiagambe bloccati.

## Servizi

### Catering

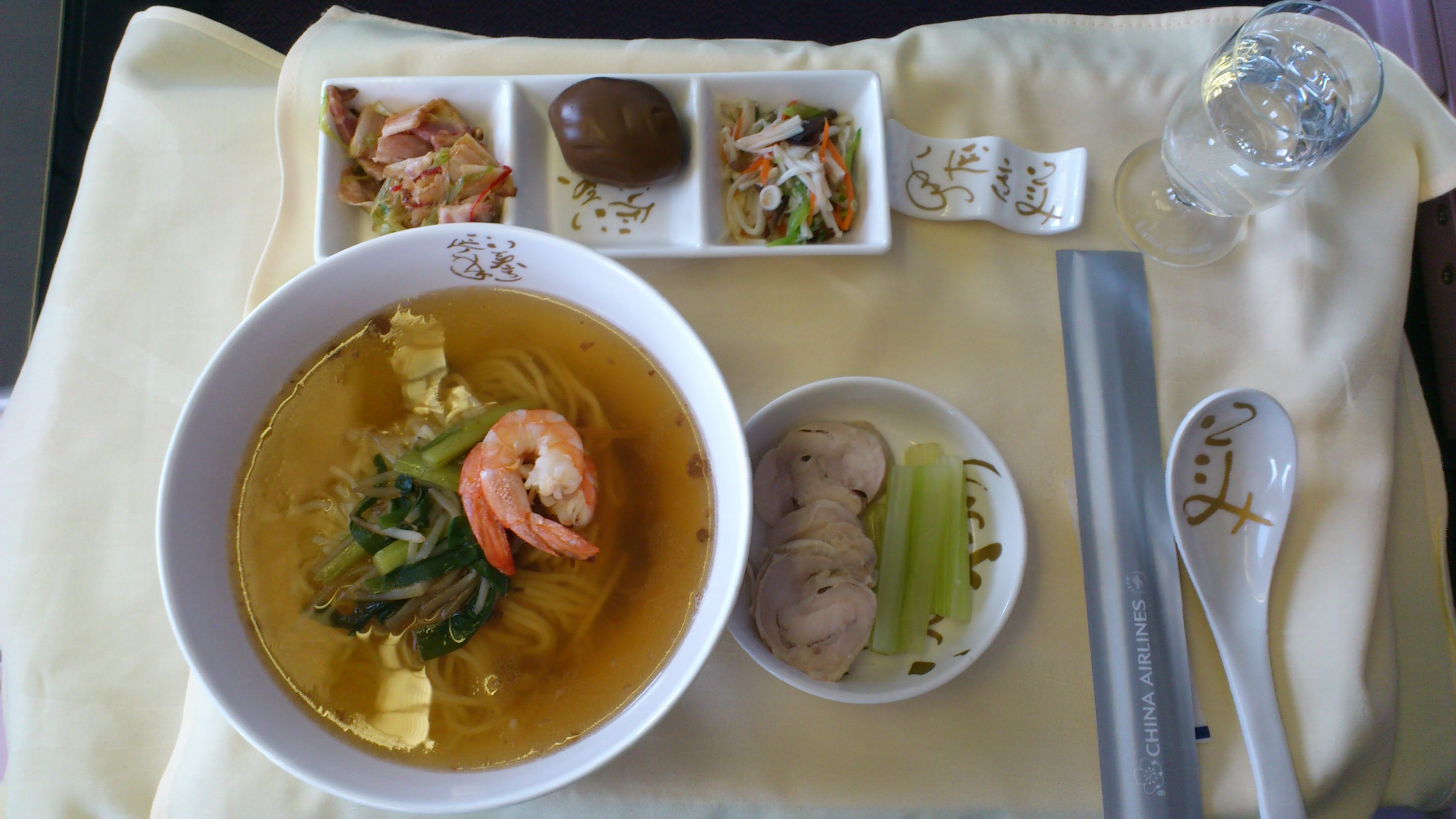
Noodles offerti nella business class.

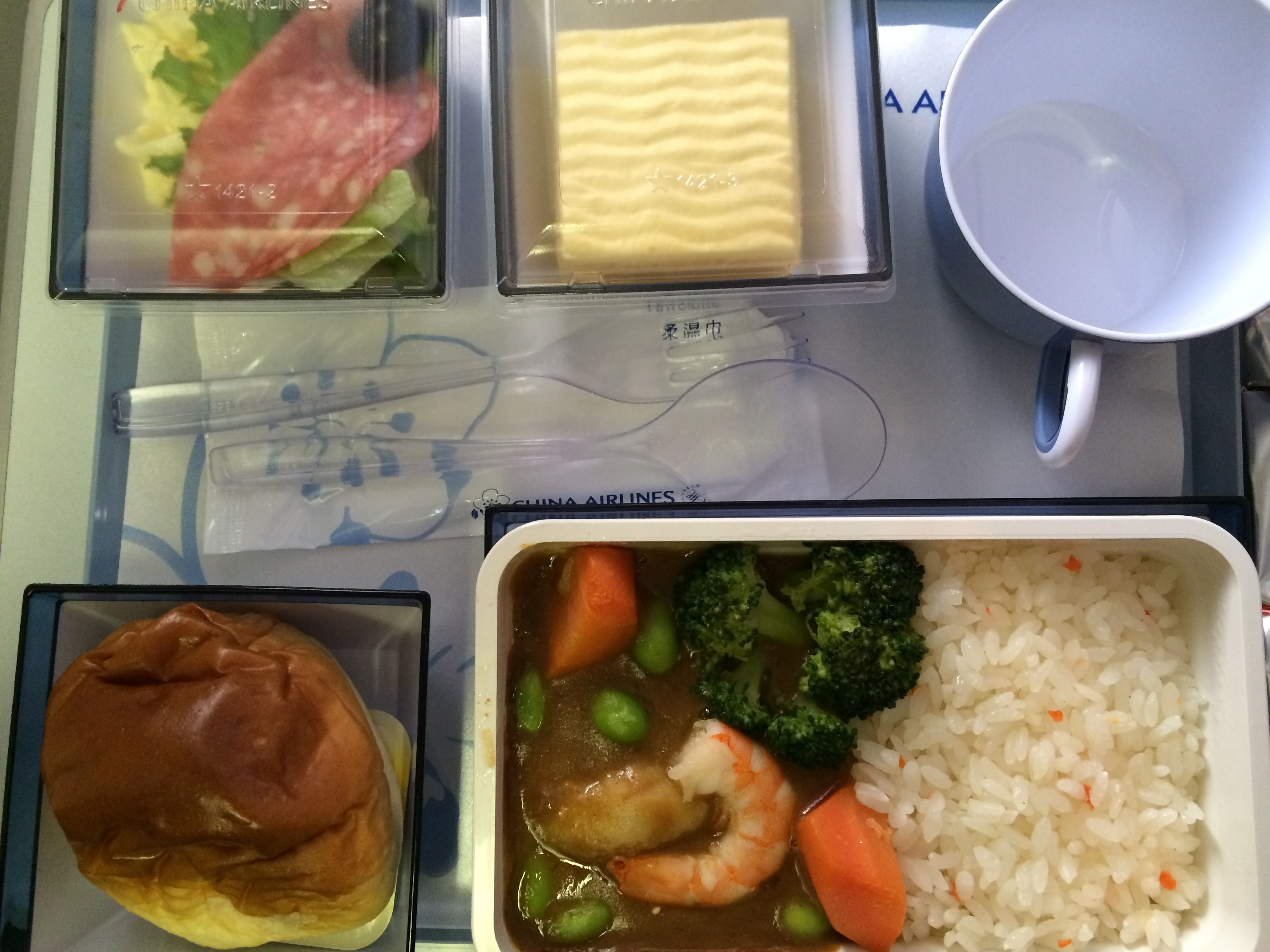
Un pasto nella economy class.

Cibo e bevande serviti sui voli da Taipei sono forniti dalle strutture della China Pacific Catering Services (CPCS) di Taipei. China Airlines offre una varietà di pasti sulle rotte intercontinentali, a seconda della classe del posto, della destinazione e della lunghezza del volo. Tipicamente vengono offerte selezioni di menu occidentali e orientali, comprese selezioni di menu stagionali variate in base alla destinazione. È possibile richiedere offerte speciali per pasti in ogni classe al momento della prenotazione, inclusi pasti per bambini, religiosi, vegetariani e altri pasti. Vengono offerti pasti da famosi ristoranti o hotel taiwanesi, principalmente ai passeggeri di First e Business Class.
China Airlines offre anche rinfreschi (noti anche come pasti leggeri) o scatole di snack su tutti i loro voli internazionali. Le noci miste vengono offerte ai clienti in tutte le classi prima del volo, mentre le bevande pre-volo vengono servite esclusivamente ai passeggeri di First e Business Class.

### Bar self service

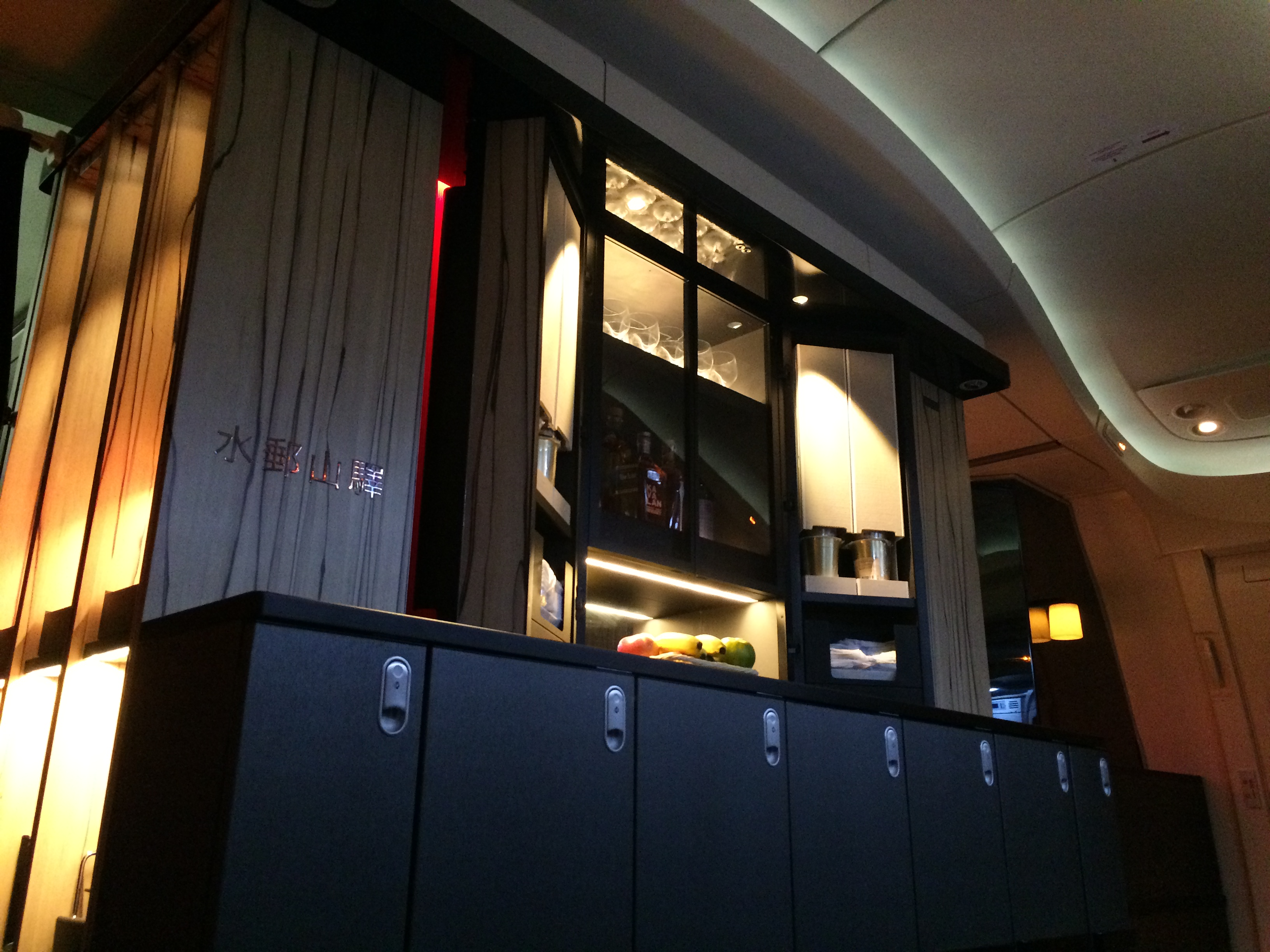
La Sky Lounge su un Boeing 777-300ER.

Il Boeing 777-300ER e l'Airbus A350-900 di China Airlines dispongono di un galley bar, Sky Lounge, dove i passeggeri della Premium Business Class possono servirsi con caffè, tè, bevande alcoliche, spaghetti in tazza o snack. L'area del bar presenta anche aree sociali, situate vicino alle uscite, e libri selezionati da Eslite Bookstore.

### Intrattenimento
Fantasy Sky, il sistema di intrattenimento in volo di China Airlines, è disponibile su tutti i tipi di aeromobili escluso il Boeing 737-800. Il sistema è disponibile in tre lingue: cinese tradizionale, inglese e giapponese. Oltre 100 film sono offerti oltre a programmi televisivi, canzoni e videogiochi. Altre funzioni includono le viste della telecamera esterna, le informazioni sulla compagnia e il collegamento dei dati di volo (disponibili prima dell'atterraggio). Inoltre, sul Boeing 777-300ER, "Fantasy Sky" include cataloghi Duty-Free, e-book, sondaggi e chat.
Per quanto riguarda i dispositivi elettronici personali, China Airlines, in conformità con le normative governative, consente ai passeggeri di utilizzarli, riponibili nella tasca del sedile e in modalità aereo, per tutto il viaggio. I dispositivi digitali più pesanti di 1 kg possono essere utilizzati solo sopra i 10.000 piedi. Inoltre, dopo l'atterraggio e durante lunghi ritardi, il roaming dei dati è consentito con il permesso del comandante.
China Airlines pubblica tre riviste a bordo per i suoi passeggeri: Dynasty, Fantasy Sky e Sky Boutique.

### Wi-fi in volo
Il wi-fi in volo, che utilizza i sistemi di banda Ku eXConnect di Panasonic Avionics e i portali Deutsche Telekom, è disponibile sui Boeing 777-300ER e sull'Airbus A350-900 una volta che l'aereo raggiunge l'altitudine di crociera. I passeggeri possono usufruire della connessione Internet pagando tramite il sistema. Ci sono anche servizi gratuiti come articoli di notizie e informazioni meteorologiche. Le telefonate e le chat video non sono consentite sul sistema.
In precedenza, nel 2005, China Airlines aveva installato Connexion by Boeing in banda Ku sui Boeing 747-400. Il servizio è stato interrotto nel 2006 a seguito dello scioglimento di Connexion da parte di Boeing.

### Frequent flyer
Dynasty Flyer è il programma frequent flyer di China Airlines. Ci sono quattro livelli di cui tre "Elite" sono Gold, Emerald e Paragon. I membri possono qualificarsi per questi livelli Elite guadagnando miglia aeree e/o segmenti sufficienti entro 12 mesi di calendario. I membri Elite hanno più privilegi come l'accesso alla VIP Lounge, una franchigia bagaglio più alta e la possibilità di aggiornare il proprio biglietto a una cabina diversa.
Nel gennaio 2013, China Airlines, China Eastern Airlines, China Southern Airlines e XiamenAir, membri di Skyteam, hanno annunciato l'intenzione di stabilire Greater China Connection. La partnership garantisce che i membri che volano con le quattro compagnie aeree possano godere di vantaggi uguali e cambiare liberamente i voli per qualsiasi volo partner di Greater China Connection.

### Dynasty Lounges

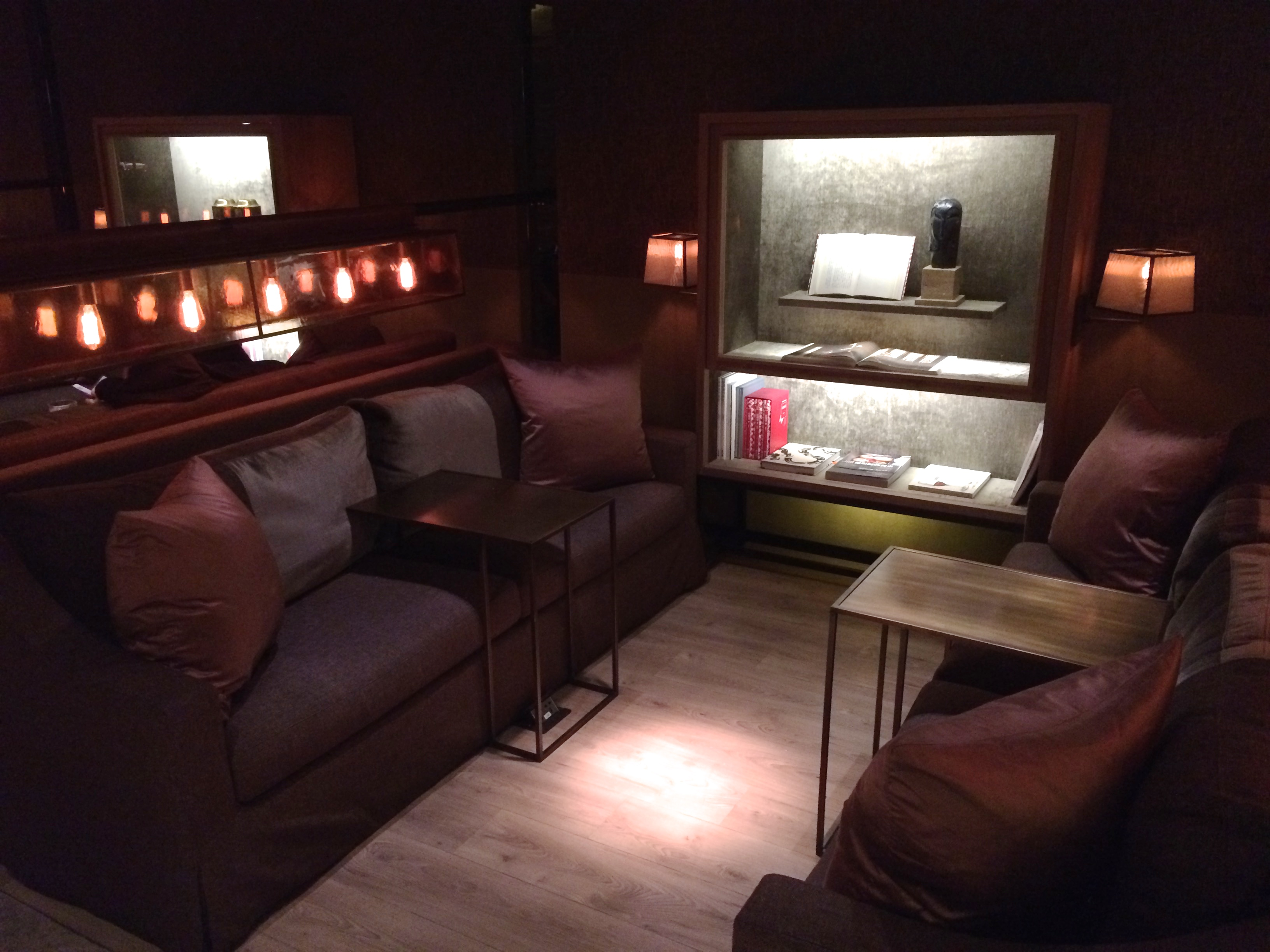
Una lounge al terminal 1 di Taoyuan.

Le lounge delle compagnie aeree di China Airlines sono etichettate come "Dynasty Lounge". Ci sono un totale di 9 lounge China Airlines (inclusa 1 lounge di Mandarin Airlines a Taichung) in 7 diversi aeroporti. I servizi lounge in altre destinazioni China Airlines sono offerti da Skyteam, compagnie aeree partner o operatori locali. Dynasty Lounge è disponibile per i passeggeri di Business Class e per i titolari di carte Dynasty Flyer Gold, Emerald e Paragon. Le lounge a due sezioni includono un'Area Esclusiva, per i titolari di carte Dynasty Flyer Emerald e Paragon, e un'Area di Business Class, per i passeggeri di Business Class e titolari di carta Dynasty Flyer Gold.
Le caratteristiche della Dynasty Lounge variano in base alla località. I servizi includono tipicamente pasti, bevande, accesso Wi-Fi gratuito, computer, televisori, pubblicazioni, docce e sale per l'allattamento. Dormitori e tea bar sono presenti nella lounge del Terminal 1 dell'aeroporto internazionale di Taiwan Taoyuan, recentemente rinnovata, progettata dall'architetto taiwanese Ray Chen.

## Destinazioni

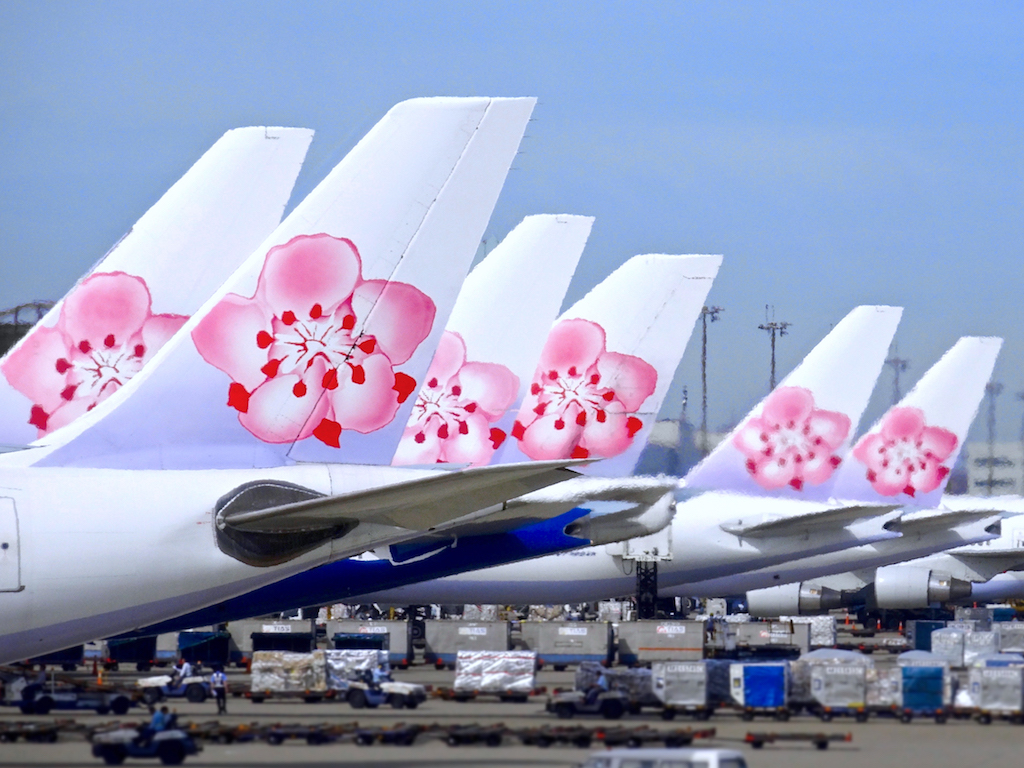
Aerei della compagnia a Taoyuan.

China Airlines, al 2021, opera oltre 1.400 voli settimanali (compresi i voli cargo) verso 118 aeroporti in 115 città in quattro continenti (esclusi i voli in code-share). Il Giappone è il mercato più importante del vettore, con oltre 180 voli settimanali da più punti a Taiwan verso 14 destinazioni giapponesi.
China Airlines ha il suo hub più grande presso l'aeroporto Internazionale di Taiwan Taoyuan, che è il più grande aeroporto di Taiwan e si trova vicino alla capitale nazionale di Taipei. China Airlines opera dal Terminal 1 e 2 dell'aeroporto. Le operazioni in Europa, India, Corea del Sud, Hong Kong e Sud-est asiatico si trovano al Terminal 1, mentre quelle verso Cina, Giappone, Nord America e Oceania si trovano al Terminal 2. Inoltre, China Airlines e la sua controllata domestica Mandarin Airlines operano numerosi voli in partenza dall'aeroporto Internazionale di Kaohsiung e dall'aeroporto di Taipei Songshan, l'aeroporto del centro di Taipei. I voli internazionali dall'aeroporto di Songshan a tre aeroporti del centro del nord-est asiatico, vale a dire Tokyo-Haneda, Seoul-Gimpo e Shanghai-Hongqiao, hanno un significato importante per il vettore in quanto le rotte formano un Golden Flight Circle dell'Asia nord-orientale.
L'espansione della presenza internazionale di China Airlines è stata a lungo limitata dallo status politico di Taiwan. I voli per la Cina continentale non sono stati consentiti fino al 2003, quando il volo charter per il Capodanno cinese 585 da Taipei-Taoyuan a Shanghai-Pudong via Hong Kong ha reso China Airlines il primo vettore taiwanese ad atterrare legalmente nella Cina continentale e il primo vettore a volare legalmente tra le due aree dopo la loro scissione durante la guerra civile. Il vettore ha operato voli charter occasionali attraverso lo stretto per altri pochi anni fino al 2008, quando sono iniziati i voli regolari. Nel 2009, un nuovo accordo ha consentito a China Airlines di avviare voli di linea per la terraferma. Da allora, la Cina è diventata rapidamente il secondo mercato più grande per China Airlines, con oltre 130 voli verso 33 destinazioni in tutta la terraferma.

### Rotte
Nel periodo tra il 2011 e il 2015, China Airlines si è concentrata sul rafforzamento della propria rete regionale; a partire dal 2015 fino al 2020, il vettore ha rafforzato ed espanso la sua rete europea, nordamericana e oceanica con la nuova flotta di aerei a lungo raggio. Dopo aver aggiornato tutte le sue rotte europee ai servizi non-stop, alla fine del 2017, il vettore ha lanciato quattro servizi settimanali per l'aeroporto di Londra-Gatwick. In Francia, poiché China Airlines non ha i diritti per operare voli verso Parigi, la compagnia aerea collabora con Air France, partner di SkyTeam, per i voli non-stop diretti alla capitale francese; China Airlines vende il 40% dei posti il volo. In America, nel marzo 2018, sono stati lanciati voli giornalieri tra Taipei e l'aeroporto Internazionale dell'Ontario a Greater Los Angeles. Inoltre, il vettore ha espresso interesse a lanciare destinazioni europee come Barcellona, Madrid, Milano e Praga; in Nord America, Atlanta, Boston, Chicago, Seattle, Montréal e Toronto.
Per quanto riguarda la sua rete regionale, China Airlines sostiene attivamente la "Nuova politica verso il sud" del governo taiwanese aggiungendo frequenze al sud-est asiatico. D'altra parte, le rotte della terraferma vengono ridimensionate a causa delle tensioni nelle relazioni attraverso lo stretto.

### Accordi commerciali
Al 2022 China Airlines ha accordi di code-share con le seguenti compagnie:
- Aeroflot
- Aerolineas Argentinas
- Aeromexico
- Air Europa
- Air France
- China Eastern Airlines
- China Southern Airlines
- Czech Airlines
- Delta Air Lines
- Garuda Indonesia
- Hawaiian Airlines
- Japan Airlines
- Kenya Airways
- KLM
- Korean Air
- Middle East Airlines
- Sauda
- Shanghai Airlines
- TAROM
- Vietnam Airlines
- WestJet
- XiamenAir

### Alleanze
Il 28 settembre 2011 China Airlines è entrata a far parte di SkyTeam.

## Flotta

### Flotta attuale

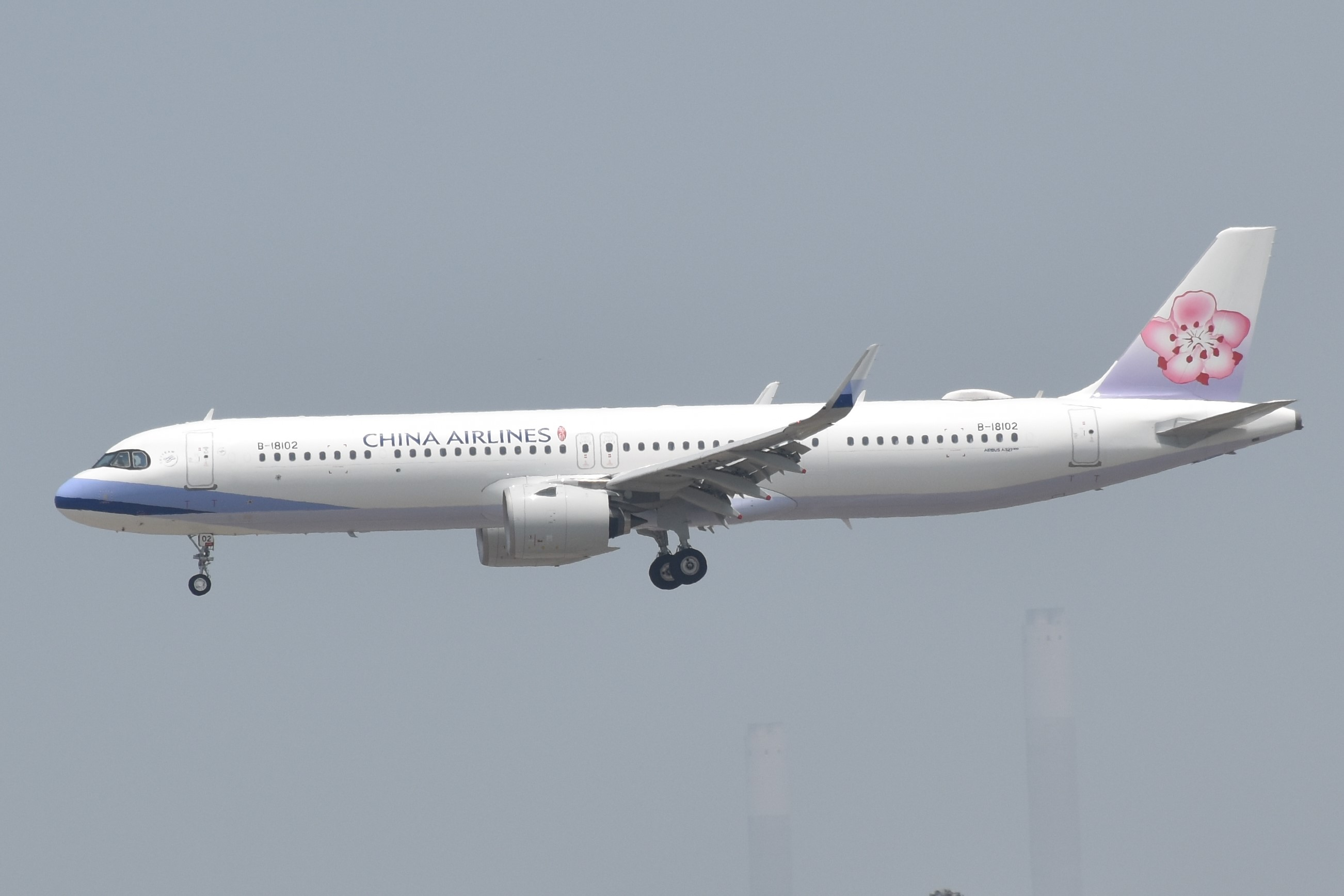
Un Airbus A321neo.

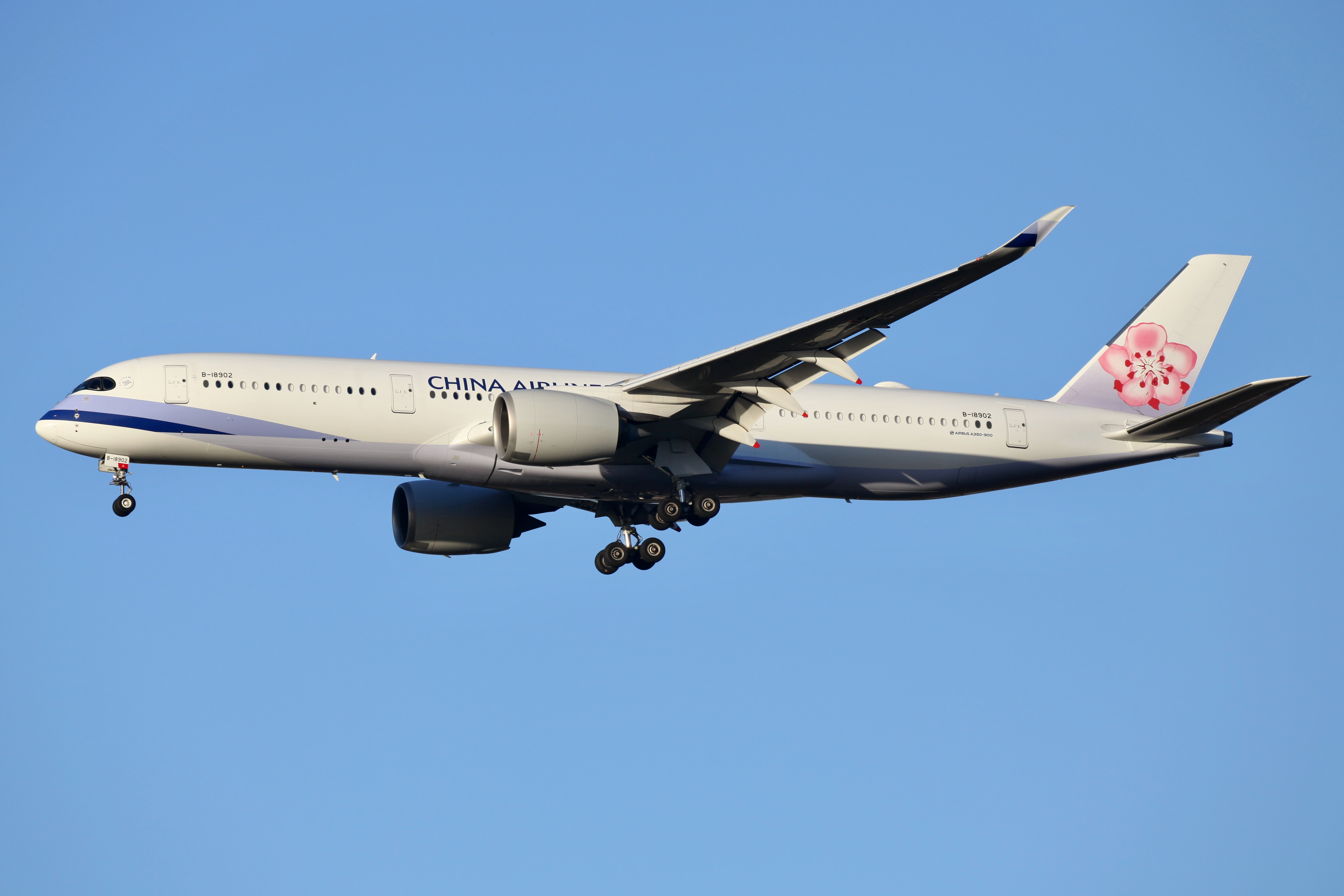
Un Airbus A350-900.

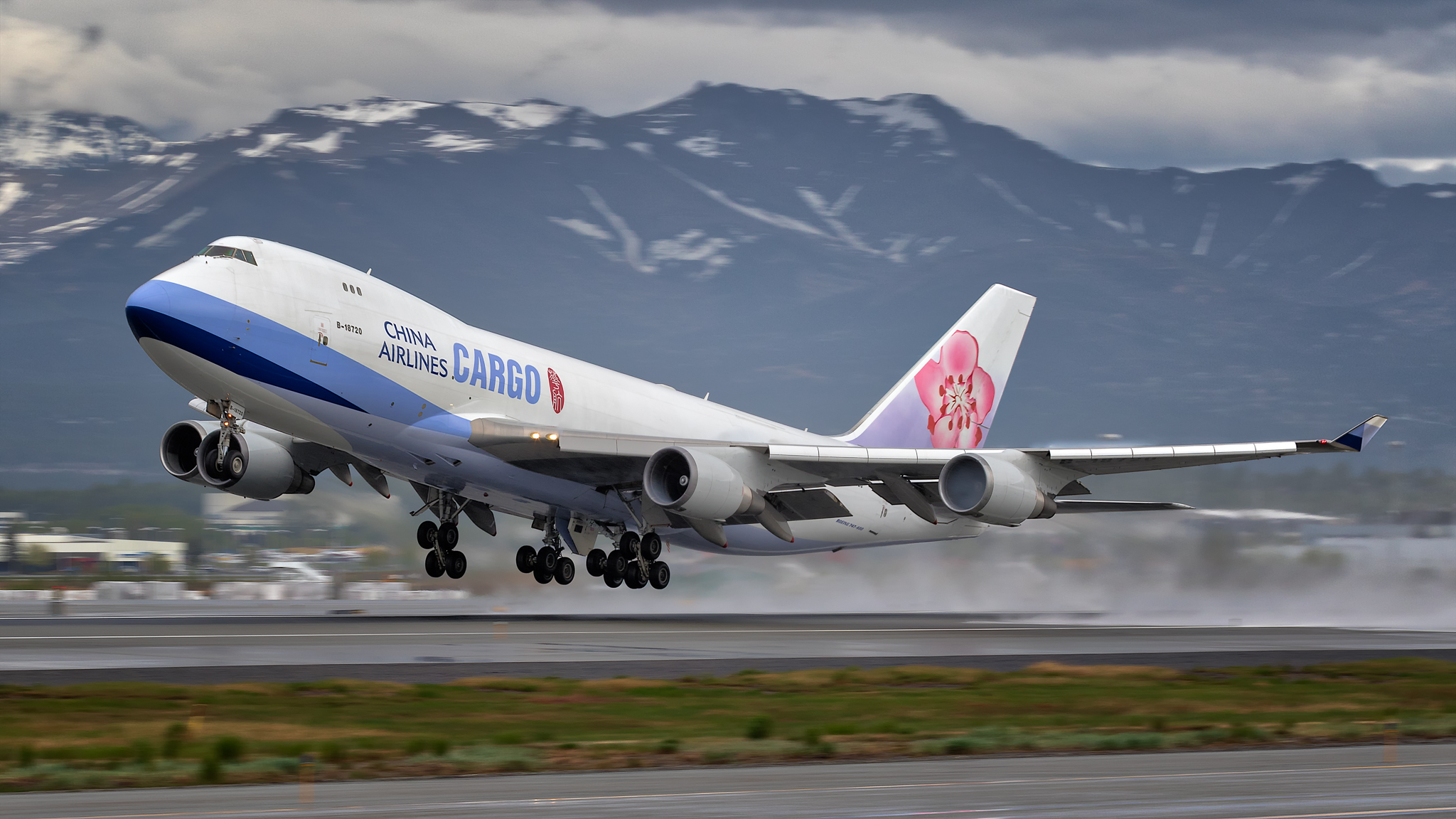
Un Boeing 747-400 cargo.

A febbraio 2024 la flotta di China Airlines è così composta:

### Flotta storica

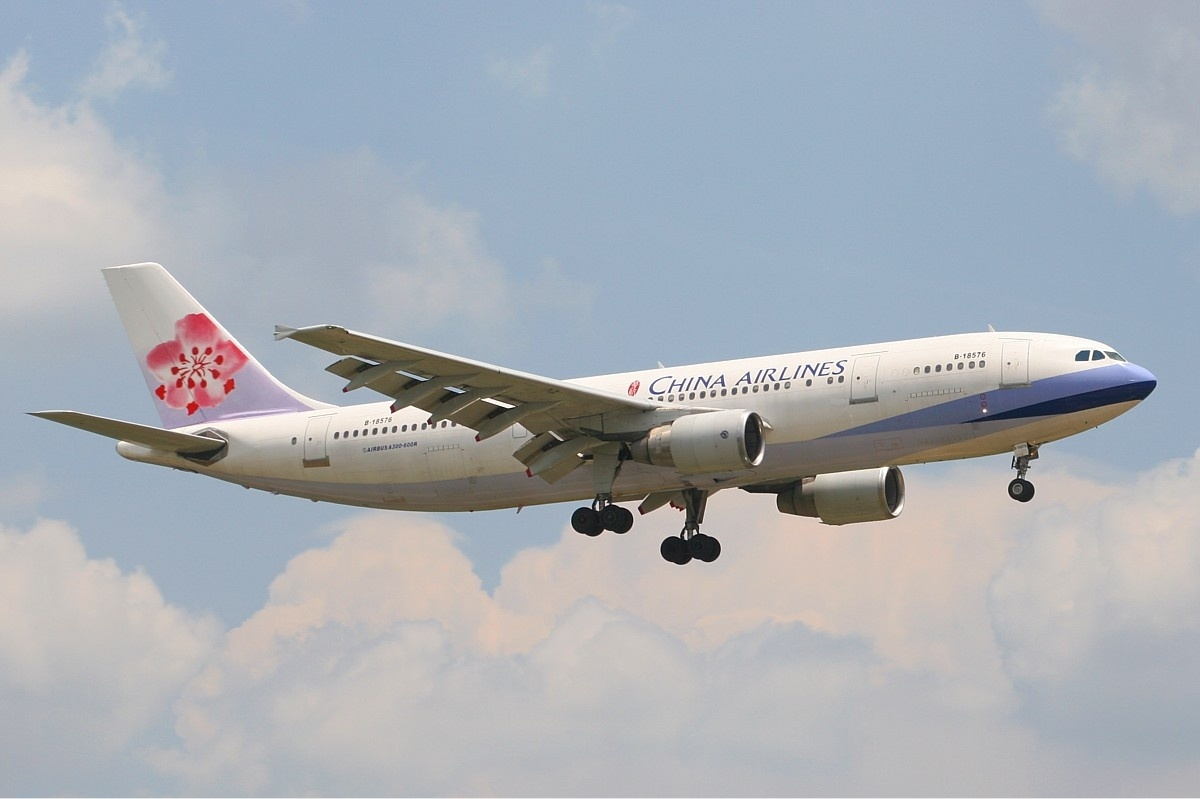
Un Airbus A300-600R.

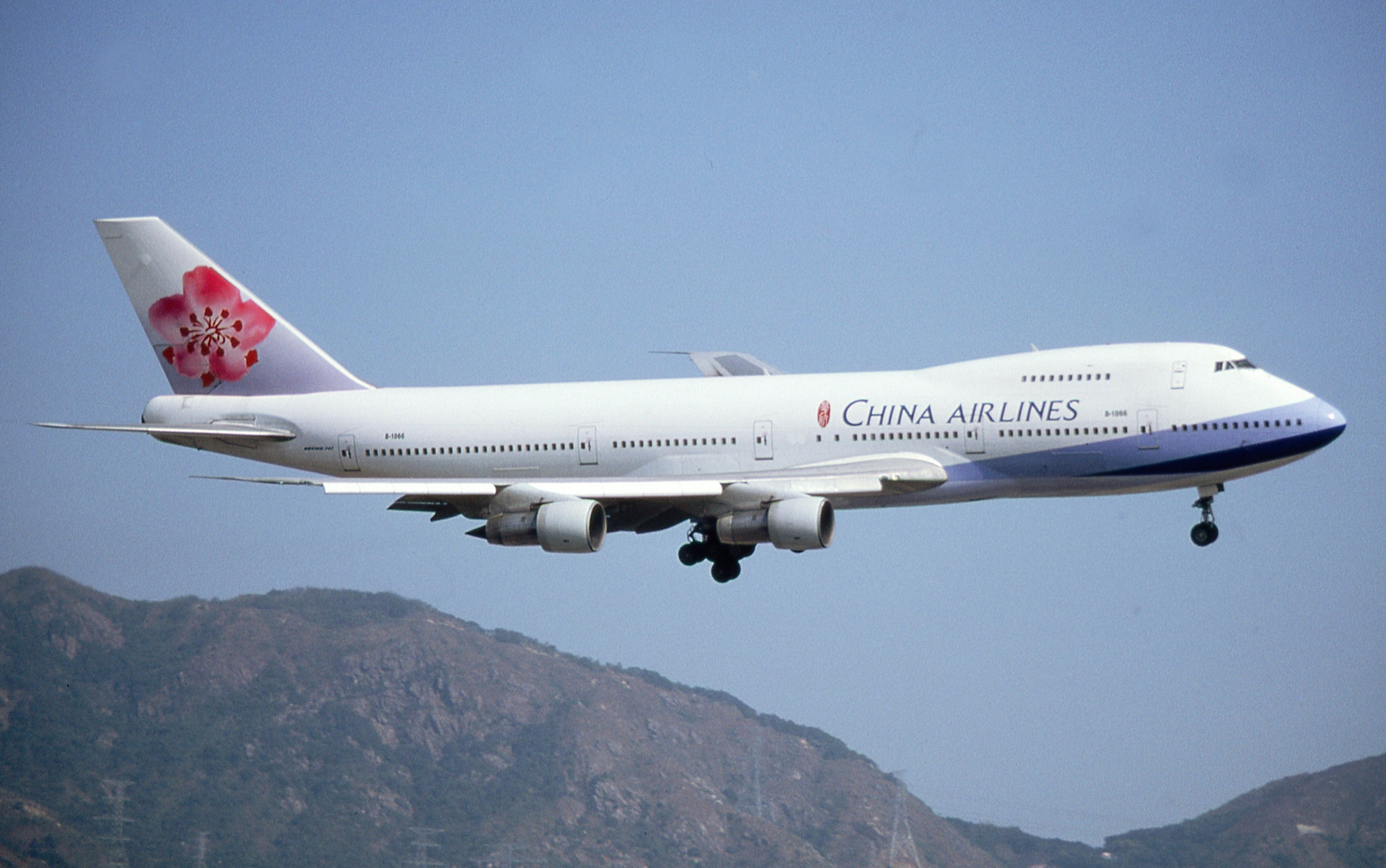
Un Boeing 747-200.

China Airlines operava in precedenza con i seguenti aeromobili:

### Storia

#### Piani di rinnovamento

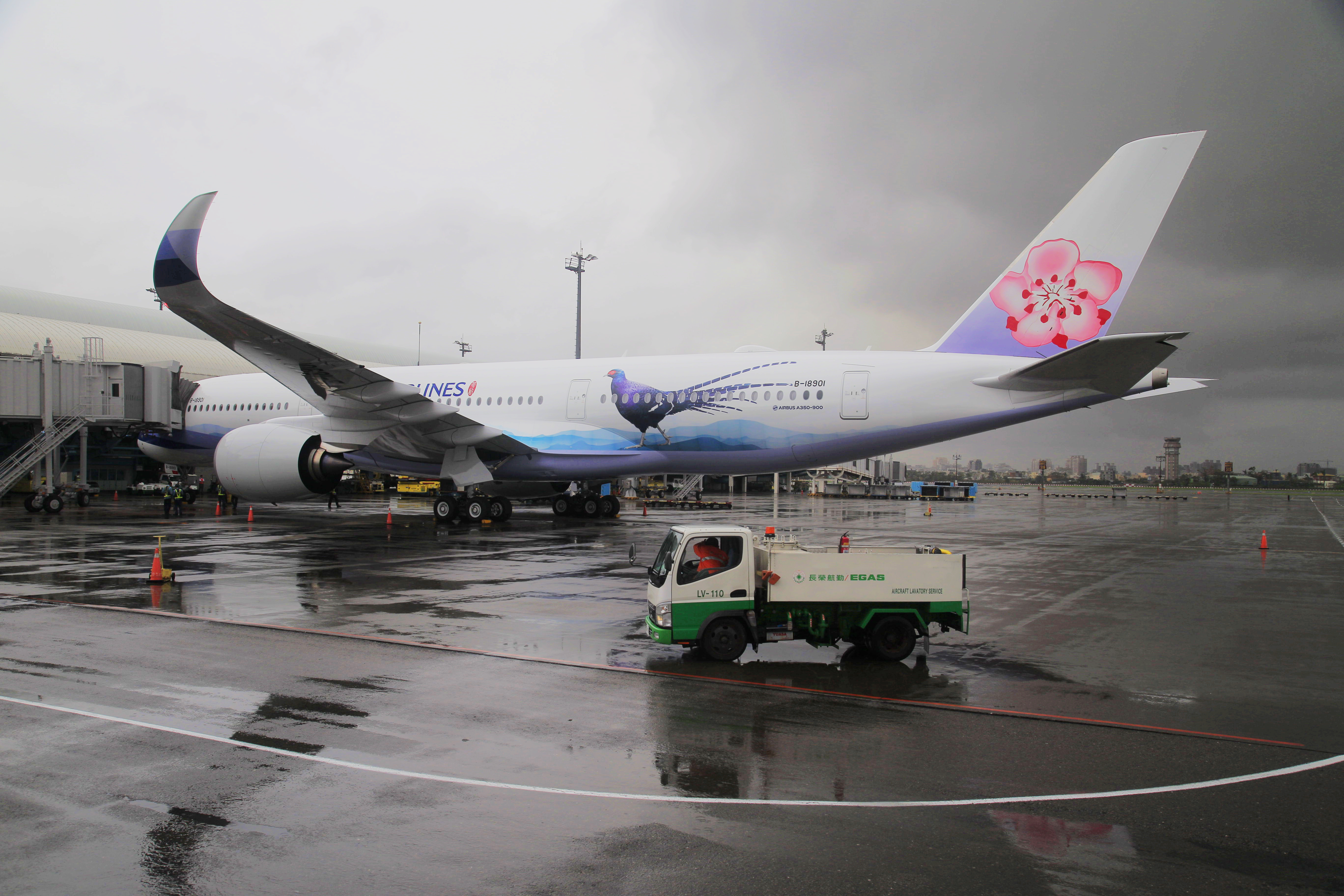
Uno degli A350-900 della compagnia.

A maggio 2019, China Airlines ha annunciato che introdurrà l'Airbus A321neo per sostituire la sua flotta di Boeing 737-800. La compagnia aerea prenderà in consegna 25 A321neo, di cui 14 noleggiati e 11 acquistati, a partire dal 2021. L'ordine con Airbus include anche l'opzione per altri 5.
China Airlines ha anche opzioni per ulteriori 6 A350. La decisione di cambiare le opzioni in ordini fermi sarà basata sulle prestazioni dell'aeromobile sulle rotte europee senza scalo. La compagnia aerea ha assunto un atteggiamento cauto nell'ordinare la variante più grande A350-1000 a causa della grande capacità.
Per quanto riguarda l'Airbus A330-300, dal 2017 sono in corso piani di sostituzione. In precedenza, nel 2016, era stato annunciato un programma di retrofit per aggiornare i prodotti di bordo sugli A330. Il piano è stato sospeso a tempo indeterminato a favore dell'ordinazione e del leasing di nuovi aeromobili.

#### Ritiri
Nel giugno 2017, China Airlines ha completato il ritiro dell'intera flotta di Airbus A340-300 e di tutti i Boeing 747-400 consegnati prima del 2004. Ha inoltre eliminato la maggior parte dei Boeing 737-800 consegnati prima del 2014. L'A340-300 e il Boeing 747-400 ritirati sono stati immagazzinati nel cimitero all'aeroporto di Victorville o venduti. Per quanto riguarda la più recente flotta di passeggeri Boeing 747-400 con motori General Electric CF6, saranno tenuti a operare voli regionali ad alta richiesta.

## Incidenti
- Il 25 luglio 1967, un Douglas DC-3, marche XW-PDL, precipitò sui monti del Phou Pha Bon dopo aver incontrato un downdraft. Le vittime furono 16.[50]
- Il 24 ottobre 1967, un Curtiss C-46D, marche B-1541, precipitò mentre era in rotta verso Pleiku, in Vietnam. Le vittime furono 16.[51]
- Il 2 gennaio 1969, un Douglas C-47, marche B-309, si schiantò sul fianco del monte Paku a un'altitudine di 6 420 piedi (1 960 m). Nessuno sopravvisse dei 24 a bordo.[52]
- Il 12 agosto 1970, il volo China Airlines 206, un NAMC YS-11 con marche B-156, si schiantò in una foresta di bambù a causa della nebbia, causando la morte di 14 dei 31 a bordo.[53]
- Il 21 novembre 1971, un Sud Aviation Caravelle, marche B-1852, precipitò in seguito all'esplosione di una bomba mentre era in rotta sopra Taiwan. 25 vittime.[54]
- Il 19 febbraio 1985, il volo China Airlines 006, un Boeing 747SP, subì l'arresto del motore quattro, si capovolse e cadde in picchiata per 30 000 piedi (9 100 m) prima che i piloti riuscissero a riprendere il controllo ed a effettuare un atterraggio di emergenza all'aeroporto Internazionale di San Francisco.
- Il 16 febbraio 1986, il volo China Airlines 2265, un Boeing 737-200, precipitò in mare durante l'avvicinamento a Magong. Tutti i 13 a bordo morirono.[55]
- Il 3 maggio 1986, il volo China Airlines 334, un Boeing 747-200, venne dirottato. L'aereo sarà coinvolto poi nell'incidente del volo 358.[56]
- Il 26 ottobre 1989, il volo China Airlines 204, un Boeing 737-200, si schiantò contro una montagna poco dopo il decollo dall'aeroporto di Hualien. Le vittime furono 54.[57]
- Il 29 dicembre 1991, il volo China Airlines 358, un Boeing 747-200F, precipitò nel distretto di Wanli, Taiwan, a seguito del distacco di due motori. Tutti i 5 membri dell'equipaggio a bordo persero la vita nel disastro.[58]
- Il 4 novembre 1993, il volo China Airlines 605, un Boeing 747-400, uscì di pista durante l'atterraggio a Hong Kong in una tempesta. Fu la prima perdita di un Boeing 747-400.[59]
- Il 26 aprile 1994, il volo China Airlines 140, un Airbus A300, precipitò al suolo durante l'atterraggio all'aeroporto di Nagoya causando la morte di 264 occupanti. Al 2020 il disastro risulta il più grave disastro aereo accaduto alla China Airlines, il secondo più grave mai accaduto nel suolo giapponese, il secondo più grave accaduto a un Airbus A300 e il 14° incidente più grave nella storia dell'aviazione.[60]
- Il 16 febbraio 1998, il volo China Airlines 676, un Airbus A300, si schiantò in un quartiere residenziale di Taoyuan causando un grande incendio. Tutte le 196 persone a bordo rimasero uccise (incluso il governatore della banca centrale di Taiwan, Sheu Yuan-dong, sua moglie e tre funzionari della banca centrale), insieme a sette persone a terra.[61]
- Il 22 agosto 1999, il volo China Airlines 642, un McDonnell Douglas MD-11, si schiantò durante l'atterraggio a Hong Kong durante una tempesta. Tre persone persero la vita.[62]
- Il 28 maggio 2002, il volo China Airlines 611, un Boeing 747-200, si spezzò in quattro parti e precipitò in mare dall'altitudine di 35 000 piedi (11 000 m), causando la morte di tutte le persone a bordo.[63]
- Il 20 agosto 2007, il volo China Airlines 120, un Boeing 737-800, prese fuoco ed esplose dopo l'atterraggio e il rullaggio verso l'area del gate all'aeroporto di Naha. Quattro persone (tre a bordo dell'aereo e una a terra) riportarono ferite nell'incidente.[64]